# Élections générales terre-neuviennes de 1959
L'élection générale terre-neuvienne de 1959 se déroule le 20 août 1959 afin d'élire les députés de la Chambre d'assemblée de la province de Terre-Neuve (Canada). 

## Résultats
| Parti                                      | Parti                     | Chef              | # de candidats | Sièges | Sièges | Sièges  | Voix    | Voix    | Voix    |
| ------------------------------------------ | ------------------------- | ----------------- | -------------- | ------ | ------ | ------- | ------- | ------- | ------- |
| Parti                                      | Parti                     | Chef              | # de candidats | 1956   | Élus   | % Diff. | #       | %       | % Diff. |
|                                            | Parti libéral             | Joey Smallwood    | 32             | 32     | 31     | -3,1 %  | 75 560  | 57,98 % |         |
|                                            | Progressiste-conservateur |                   | 32             | 4      | 3      | -25 %   | 33 002  | 25,32 % |         |
|                                            | United Newfoundland       |                   | 12             | *      | 2      | *       | 12 411  | 9,52 %  |         |
|                                            | Autre/Indépendant         | Autre/Indépendant | 12             | -      | -      | -       | 12 411  | 9,52 %  |         |
|                                            | Commonwealth coopératif   |                   | 18             | *      | -      | *       | 9 352   | 7,18 %  | *       |
| Total                                      | Total                     | Total             | 94             | 36     | 36     | -       | 130 325 | 100 %   |         |
| Source : Elections Newfoundland & Labrador |                           |                   |                |        |        |         |         |         |         |

* N'a pas présenté de candidats lors de l'élection précédente.